# 73 Touches
73 Touches è un LP del gruppo jazz/rap di Nantes Hocus Pocus.

## Tracce
1. Onandon part 2 – con Ty
2. Pascal
3. Comment on faisait?
4. J'attends – con David Le Deunff
5. Feel good – con C2C
6. J'aimerais (ijkl…nop)
7. Faits divers
8. Swingin' (interlude)
9. Zoo
10. Géométrie
11. Brouillon
12. Hip hop? – con The Procussions
13. 73 Touches